# Regering-Vervoort II
De regering-Vervoort II (20 juli 2014 - 18 juli 2019) was een Brusselse Hoofdstedelijke Regering, onder leiding van Rudi Vervoort (PS). Het was een zesdelige coalitie: de socialistische partijen PS (21 zetels) en sp.a (3 zetels), de christendemocratische partijen cdH (9 zetels) en CD&V (2 zetels), de Franstalige federalisten van FDF (12 zetels) en de Vlaamse liberalen van Open Vld (5 zetels).
De regering volgde de regering-Vervoort I op na de gewestverkiezingen van 25 mei 2014 en werd opgevolgd door de regering-Vervoort III, waarbij de christendemocraten vervangen werden door de groene familie.

## Vorming
Na de regionale verkiezingen van 25 mei 2014, die vooral gekenmerkt werden door een nederlaag van Ecolo en een opmars van het FDF, namen de PS, aan Franstalige zijde, en Open Vld, aan Nederlandstalige zijde, het initiatief om een meerderheid te vormen. Guy Vanhengel, leider van Open Vld in Brussel, was belast met de vorming van een coalitie aan Nederlandstalige zijde vanaf 27 mei. Aan Franstalige zijde begon Laurette Onkelinx, voorzitter van de Brusselse federatie van de PS, op 30 mei met haar overleg. Op 5 juni kondigden de twee initiatiefnemers de partijen aan die zouden onderhandelen over een regeringsakkoord: PS, cdH en FDF, aan Franstalige kant, en Open Vld, sp.a en CD&V, aan Nederlandstalige kant. Aangezien de FDF niet voor de laatste staatshervorming had gestemd, vroegen Open Vld en CD&V om garanties van de Franstalige federalisten, die zeer snel werden gegeven. De onderhandelingen tussen de zes partijen, onder leiding van Laurette Onkelinx, leidden op 14 juli tot een regeringsakkoord.

## Samenstelling

### Brusselse Hoofdstedelijke Regering
| Naam | Naam                   | Partij | Partij   | Functie en bevoegdheden |
| ---- | ---------------------- | ------ | -------- | --- |
|      | Rudi Vervoort (1958)   |        | PS       | Minister-president en Minister Plaatselijke Besturen, Territoriale Ontwikkeling, Stedelijk Beleid, Monumenten en Landschappen, Studentenaangelegenheden, Toerisme, Openbaar Ambt, Wetenschappelijk Onderzoek en Openbare Netheid |
|      | Guy Vanhengel (1958)   |        | Open Vld | Minister Financiën, Begroting, Externe Betrekkingen en Ontwikkelingssamenwerking |
|      | Didier Gosuin (1952)   |        | FDF      | Minister Tewerkstelling, Economie, Brandbestrijding en Dringende Medische Hulp |
|      | Pascal Smet (1967)     |        | sp.a     | Minister Mobiliteit en Openbare Werken |
|      | Céline Fremault (1973) |        | cdH      | Minister Huisvesting, Levenskwaliteit, Leefmilieu en Energie |
|      | Fadila Laanan (1967)   |        | PS       | Staatssecretaris Openbare Netheid, Vuilnisophaling en -verwerking, Wetenschappelijk Onderzoek, Gemeentelijke sportinfrastructuur en Openbaar Ambt                                                                                |
|      | Bianca Debaets (1973)  |        | CD&V     | Staatssecretaris Ontwikkelingssamenwerking, Verkeersveiligheidsbeleid, Gewestelijke en gemeentelijke Informatica en Digitalisering, Gelijkekansenbeleid en Dierenwelzijn                                                         |
|      | Cécile Jodogne (1964)  |        | FDF      | Staatssecretaris Buitenlandse Handel en Brandbestrijding en Dringende Medische Hulp |

### Gemeenschapscommissies

#### Gemeenschappelijke Gemeenschapscommissie (GGC)
| Naam | Naam                   | Partij | Partij   | Functie en bevoegdheden                                                          |
| ---- | ---------------------- | ------ | -------- | -------------------------------------------------------------------------------- |
|      | Rudi Vervoort (1958)   |        | PS       | Voorzitter                                                                       |
|      | Guy Vanhengel (1958)   |        | Open Vld | Minister Gezondheid, Openbaar Ambt, Financiën, Begroting en Externe Betrekkingen |
|      | Didier Gosuin (1952)   |        | FDF      | Minister Gezondheid, Openbaar Ambt, Financiën, Begroting en Externe Betrekkingen |
|      | Pascal Smet (1967)     |        | sp.a     | Minister Beleid inzake Bijstand aan Personen, Gezinsbeleid en Filmkeuring        |
|      | Céline Fremault (1973) |        | cdH      | Minister Beleid inzake Bijstand aan Personen, Gezinsbeleid en Filmkeuring        |

#### Vlaamse Gemeenschapscommissie (VGC)
| Naam | Naam                  | Partij | Partij   | Functie en bevoegdheden                                    |
| ---- | --------------------- | ------ | -------- | ---------------------------------------------------------- |
|      | Guy Vanhengel (1958)  |        | Open Vld | Voorzitter Begroting, Onderwijs, Vorming en Studentenzaken |
|      | Pascal Smet (1967)    |        | sp.a     | Minister Cultuur, Jeugd, Sport en Stedelijk Beleid         |
|      | Bianca Debaets (1973) |        | CD&V     | Minister Welzijn, Gezondheid, Gezin en Gelijke Kansen      |

#### Franse Gemeenschapscommissie (FGC)
| Naam | Naam                   | Partij | Partij | Functie en bevoegdheden                                                                             |
| ---- | ---------------------- | ------ | ------ | --------------------------------------------------------------------------------------------------- |
|      | Fadila Laanan (1967)   |        | PS     | Voorzitter Begroting, Onderwijs, Transport naar School, Kinderopvang, Sport en Cultuur              |
|      | Rudi Vervoort (1958)   |        | PS     | Minister Sociale Cohesie en Toerisme                                                                |
|      | Cécile Jodogne (1964)  |        | FDF    | Minister Ambtenarenzaken en Gezondheidsbeleid                                                       |
|      | Didier Gosuin (1952)   |        | FDF    | Minister Vorming                                                                                    |
|      | Céline Fremault (1973) |        | cdH    | Minister Begeleiding van Personen met een Handicap, Sociale Actie, Gezin en Internationale Relaties |

## Breuk met cdH
Op 19 juni 2017 zegde cdH het vertrouwen in de regering op wegens verscheidende schandalen binnen de PS. Uiteindelijk bleef cdH Vervoort-II echter steunen, nadat DéFI zich niet bereid had getoond een alternatieve meerderheid zonder PS op te zetten. 

## Beleid
De regering maakte werk van het mobiliteitsplan Good Move, dat in de volgende regering definitief werd goedgekeurd.
Picqué I · 
Picqué II · 
Simonet I · 
de Donnea · 
Ducarme · 
Simonet II · 
Picqué III · 
Picqué IV · 
Vervoort I ·
Vervoort II ·
Vervoort III